# AvtoVAZ
AvtoVAZ (v minulosti pouze VAZ) je ruská firma vyrábějící automobily značky Lada. Jejich produkce probíhá ve městě Toljatti ve Volžském automobilovém závodě (VAZ). Značka Lada byla vybrána pro export automobilů, které byly na tehdejším sovětském trhu prodávány pod značkou Žiguli. Od 80. let se označení Lada používalo i v Sovětském svazu. Nejúspěšnějším modelem Lady a zároveň nejprodávanějším ruským modelem byla Lada 2105/2107 (také Žigulík).
V roce 2010 obsadily vozy Lada první příčku mezi nově prodanými vozy v Rusku s celkovým počtem 517 147 vyrobených kusů. AvtoVAZ je největší automobilka v Rusku a ve Východní Evropě.

## Historie

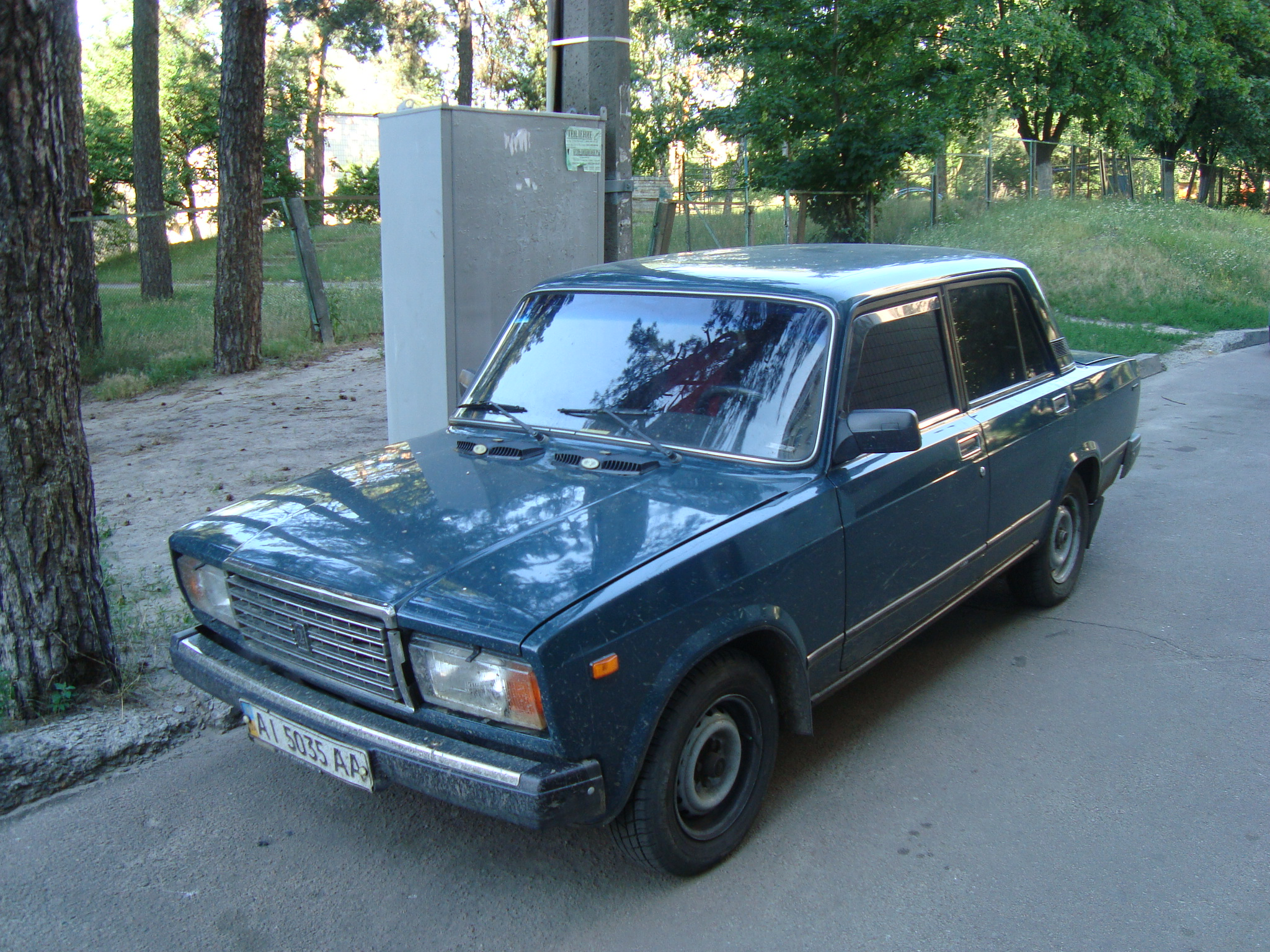
VAZ-Lada 2107, vyráběný od roku 1982

V důsledku socialistického centrálního plánování vznikl projekt zrodu automobilky v Togliatti. Doslova na zelené louce vyrostl gigant na výrobu osobních automobilů. Komise ministerstva automobilového průmyslu SSSR vybrala 22. srpna 1966 místo pro výstavbu nového závodu. Město Togliatti má velmi příznivé klima, léto trvá od dubna až do října. Zima je zde bez velkých mrazů. Klíčovou roli hrála rovněž mohutná řeka Volha, a na poměry Sovětského svazu poměrně dobrá infrastruktura a velmi silné průmyslové zázemí, stavební, strojírenské a chemické továrny.
Návrh prvních typů automobilů vycházel z vozu Fiat 124 (vůz roku 1966). Sovětský svaz za poskytnutou licenci Fiatu částečně zaplatil zbožím a surovinami, zejména dodávkou ocelových plechů. Projekční přípravě a výstavbě se věnovalo více než 40 resortních ministerstev a odborníci z automobilky Fiat. Technici na obou stranách prošli speciálním jazykovým kurzem, byly vydány technické slovníky příslušného zaměření. Výrobní technologie byly nakupovány na základě pečlivého výběrového řízení. Tak se při dodávkách uplatnily jen velmi dobře zavedené značky, ať se jednalo o karosářskou technologii, povrchovou úpravu, roboty či obráběcí stroje. Nechyběly mezi nimi firmy jako Bosch, KUKA, Thyssen a desítky dalších, jejichž investice v Togliatti patřila v té době k největším v automobilovém průmyslu.
Výstavba začala 14. září 1966. Do města, u kterého se stavěla nová automobilka, se denně stěhovalo až šedesát rodin. V roce 1966 mělo Togliatti 140 tisíc obyvatel, v roce 1967 už 152 tisíc a koncem roku 1969 již 230 tisíc. Celá výstavba trvala čtyři roky. Celkem zastavěná plocha je dva milióny čtverečních metrů. Výrobní haly zabírají 70 hektarů a hlavní komplex se třemi montážními linkami je dlouhý 1847 metrů a široký 500 metrů. K 1. červenci 1969 byl uveden do provozu první objekt automobilky – kovárna.
19. dubna 1970 opustil výrobní linky první vůz značky VAZ, model 2101 neboli Žiguli. Ten se stal základem pro řadu příbuzných modelů, z nichž některé se vyrábějí dodnes. Jsou jimi v zemích bývalého Sovětského svazu a socialistických státech známé modely 2102, 2103, 2104, 2105, 2106, 2107. V roce 1978 se začal vyrábět významný malý terénní vůz Lada Niva, od roku 1984 probíhá prodej modelu Samara. Přestože se jedná o automobily vyvíjené v 70. a 80. letech v SSSR, hrají i dnes ve výrobním programu značky důležitou úlohu.
V prosinci roku 1972 sjel z linky již půlmilióntý automobil. Milióntý automobil opustil brány závodu v roce 1973. V Československu se první vozy VAZ objevily v roce 1971. Do roku 1985 jich bylo dovezeno do ČSSR více než 250 tisíc. Ve srovnání s tehdejšími automobilkami východního bloku vynikala vozidla VAZ rovnoměrnou kvalitou, na níž měli zpočátku hlavní zásluhu italští kontroloři. Volžský automobilový závod patřil v prvních letech k nejmodernějším automobilkám na světě.
V roce 1993 podepsala TTS, založená v roce 1992 Vjačeslavem Zubarevem, smlouvu s Avtovazem. V roce 1995 bylo otevřeno první plnohodnotné Autocentrum — salon LADA ve městě promenády Chelny a vstoupily do přímých dodávek z automobilky. V roce 1995 byla otevřena kancelář v Kazani. Až do roku 1997 jezdily vozy z nábřeží raketoplánů. Poté byl přepraven po železnici.

## Po privatizaci

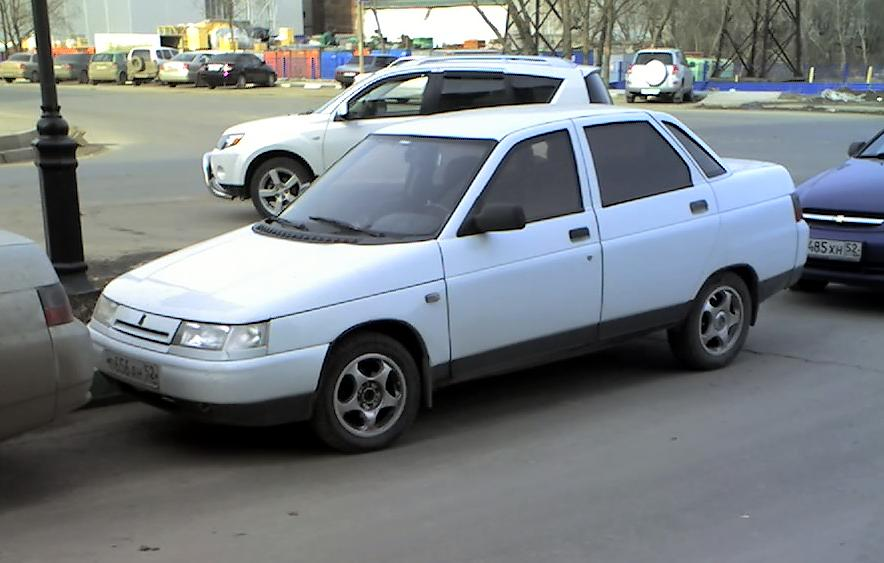
Lada 110 (VAZ 2110)

VAZ byl v roce 1994 privatizován. Akciová společnost má podílníky jak mezi právnickými osobami tak pracovníky závodu. V současnosti jsou jejími největšími vlastníky státní firma Russian Technologies, vlastnící 25% podíl, ruská banka Troika Dialog se stejným podílem a francouzský koncern Renault (také s čtvrtinovým podílem), který do AvtoVAZu vstoupil v roce 2008. V první polovině roku 2011 by měl koupit v ruské automobilce 10% podíl i japonský Nissan (který tvoří alianci s Renaultem) na úkor akcií Russian Technologies a Troika Dialog.
V roce 2010 se podle odhadu čtvrtinového vlastníka Russian Technologies pohybovala celková hodnota společnosti AvtoVAZ na hranici 43,2 miliardy Kč (2,4 miliardy USD).
V roce 2009 zažil AvtoVAZ prudký poklesu zájmu o nové automobily, způsobený celosvětovou ekonomickou krizí a dotýkající se celého ruského trhu. Po pomoci ruské vlády a koncernu Renault dokázala automobilka odvrátit hrozbu bankrotu. Následující rok se nesl v opačném duchu a prodeje vozů Lada stouply i díky zavedení tzv. šrotovného meziročně o 48 % na hodnotu přes půl milionu vozů. Lada drží na domácím trhu první čtyři příčky mezi nejprodávanějšími modely. Nejúspěšnější je klasický model VAZ 2105/2107, následuje Priora, Kalina a Samara.
Automobilka dnes také spolupracuje s koncernem General Motors, s nímž v kooperaci vyrábí modernizovaného nástupce modelu Niva pod značkou Chevroletu. Původní Lada Niva, v současnosti prodávaná na domácím trhu pod označením 4×4, je však stále v prodeji a dosahuje lepších prodejních výsledků než její moderní nástupce. V letech 1995–2007 vyráběné modely Lada 110 (VAZ 2110) a z nich odvozené kombi 2111 a 2112, měly moderní 16ventilové motory s bohatou výbavou. V České republice byl tento model představen v roce 1997 a jeho prodej byl zahájen o rok později. Jde o tříprostorový sedan s osobitým designem s nápadně oblými konturami samonosné karoserie z pozinkovaného plechu.
V roce 2006 byl na trh uveden supermini vůz Lada Kalina. Kalina je vyráběna na zcela nové lince továrny v Togliatti postavené ve spolupráci VAZ a GM. Od roku 2007 sjíždí z výrobních linek nová Lada Priora, je to vůz nižší střední třídy a je dodáván jako sedan, hatchback i kombi, nahradil model 2110. Koncem roku 2013 byla v Iževském automobilovém závodě ukončena výroba značky Lada Samara, již dříve byla zastavena výroba Lady Sedan a Lady 2104. Od roku 2011 se vyrábí Lada Granta, v roce 2013 to byl nejprodávanější automobil v Rusku. Ladu Prioru má postupně nahradit Lada Vesta, která se začala vyrábět v Iževsku v září 2015.
Prodej Lady se v Rusku v roce 2017 zvýšil o 17 %. Nejprodávanějším modelem Lady v Rusku byla v roce 2017 Lada Granta, následovaná Ladou Vesta, Ladou Largus a Ladou XRAY. Prodej Lady na zahraničních trzích (30 zemí) vzrostl o 31 % na 24 000 automobilů.
V roce 2018 se majoritním vlastníkem AvtoVAZu stal s 83,5 % Alliance Rostec Auto, ve kterém držel Renault 61,1 % akcií.
V květnu 2022 se Renault zbavuje svého podílu a AvtoVAZu v prospěch ruského státu s možností budoucí převzetí zpět, v souvislosti s ruským útokem na Ukrajinu.

## Modely

### Vyráběné vozy vyvinuté AvtoVAZ

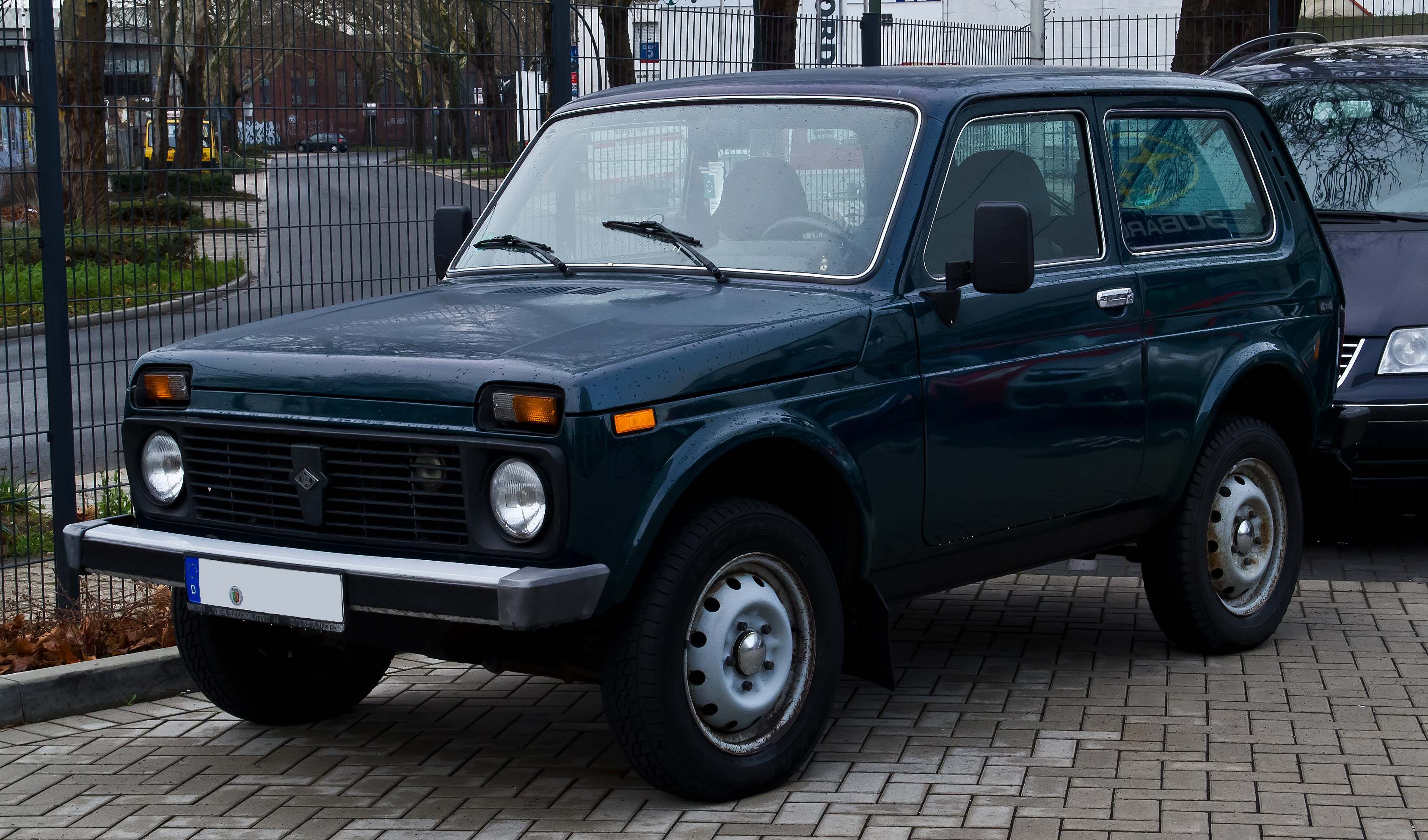
Lada Niva (dříve také Lada 4x4) – terénní vozidlo, od 1977
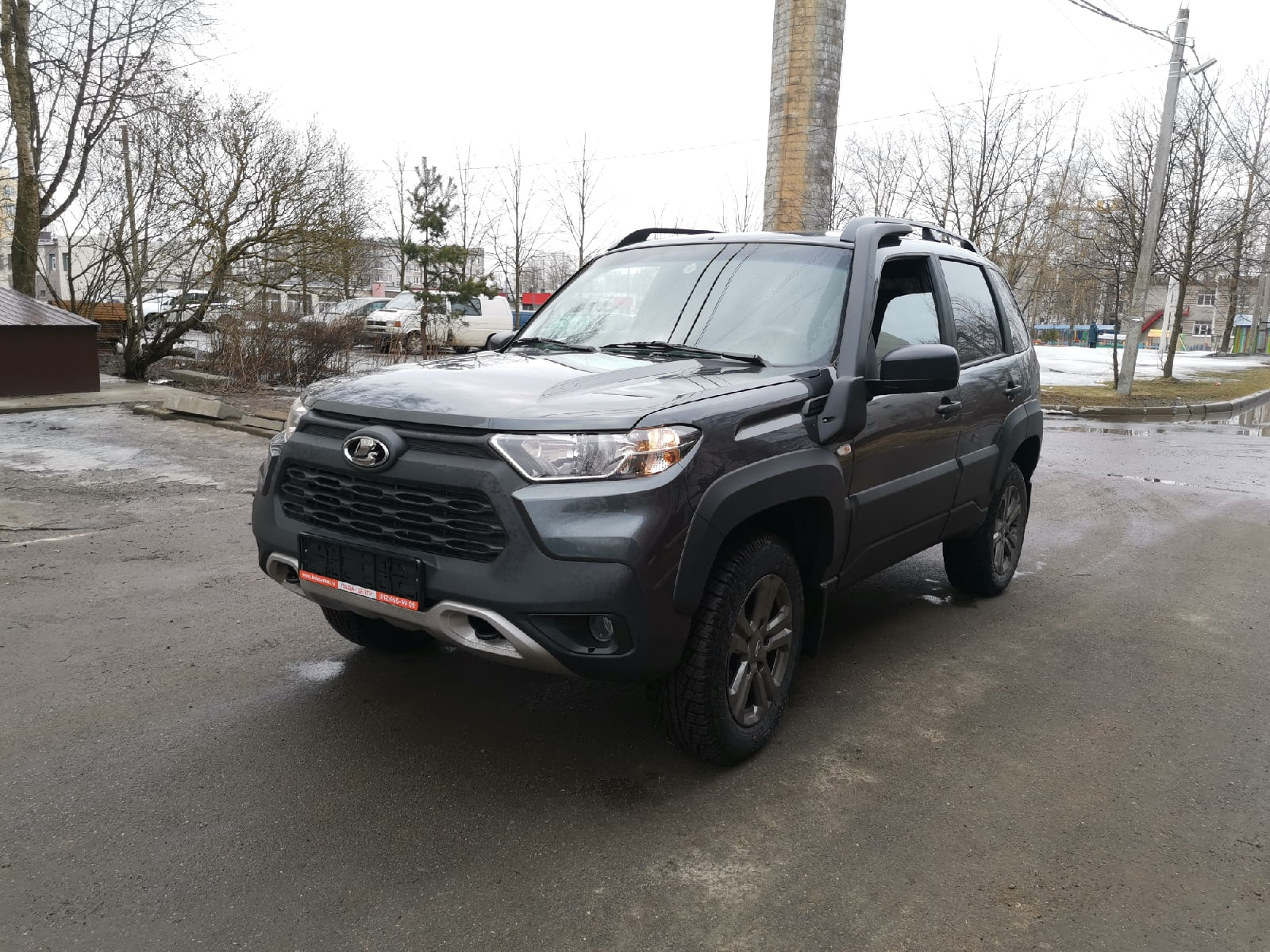
Lada Niva Travel – terénní vozidlo, od 2020
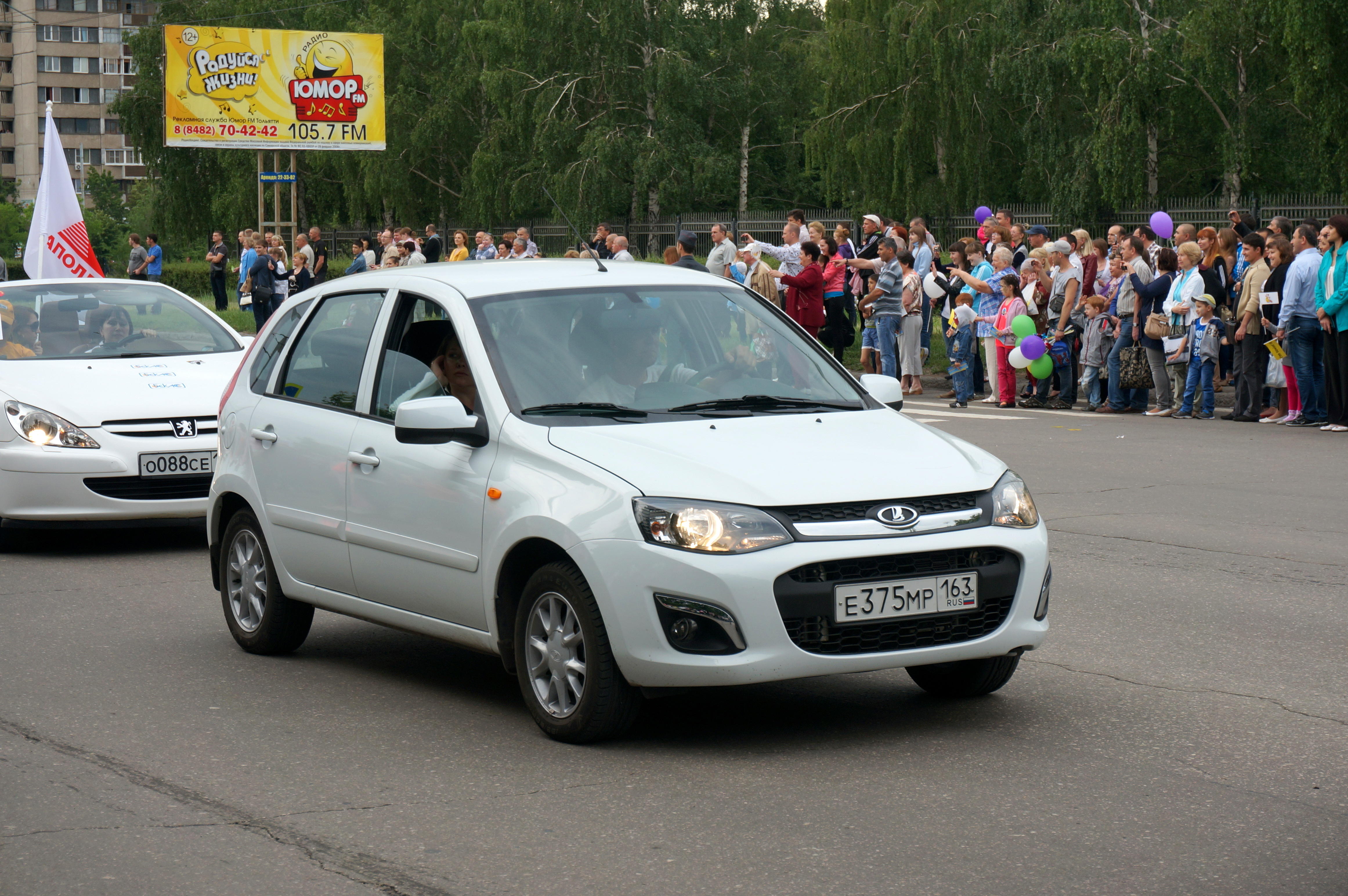
Lada Kalina II. – supermini, od 2007
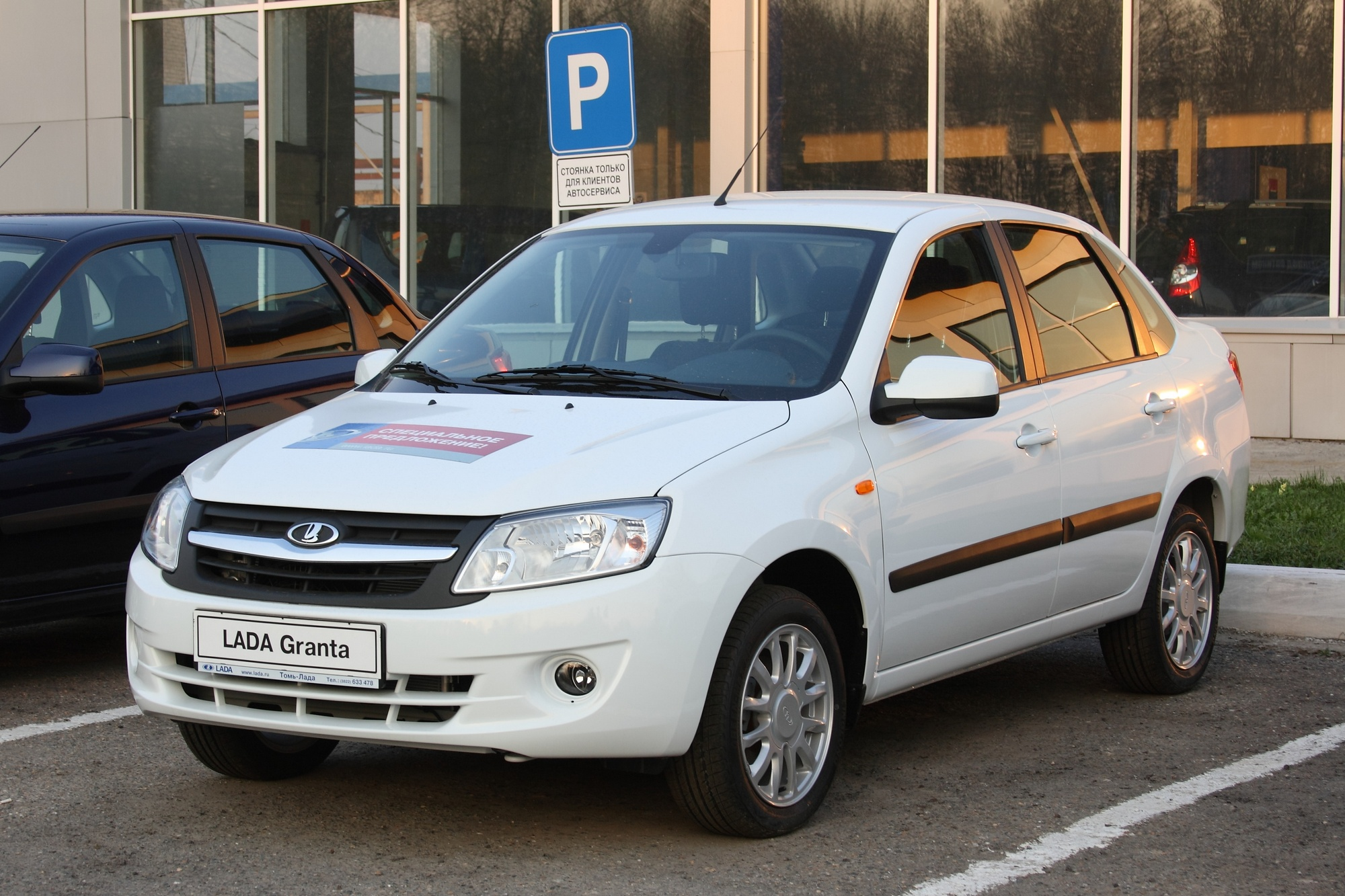
Lada Granta – malý automobil, od 2011
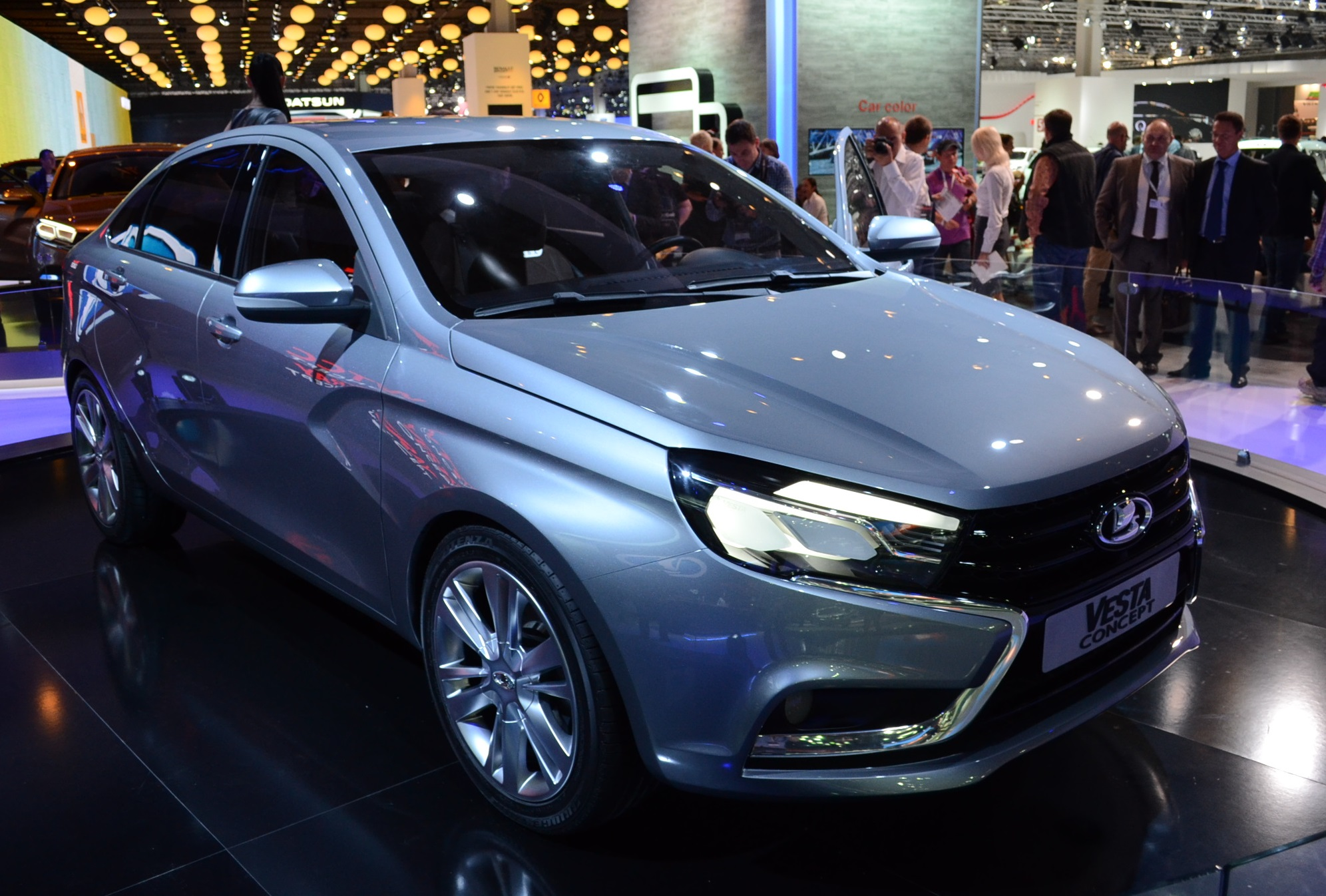
Lada Vesta – kompaktní třída, od 2015
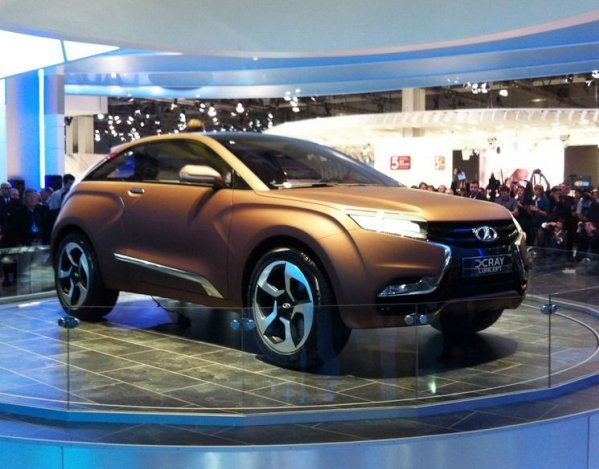
Lada XRAY – crossover, od 2016

### Vyráběné vozy vyvinuté jinými společnostmi

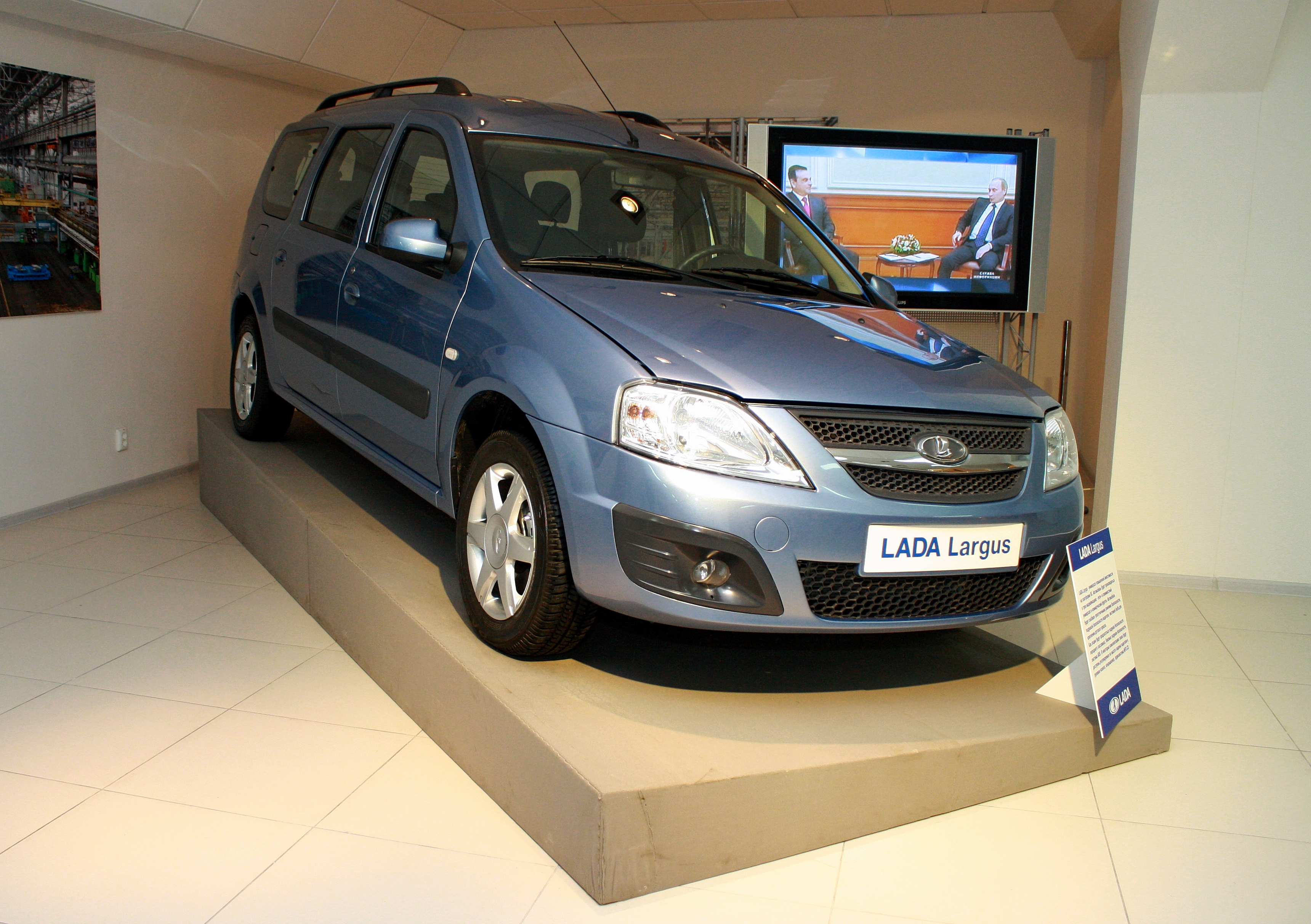
Lada Largus
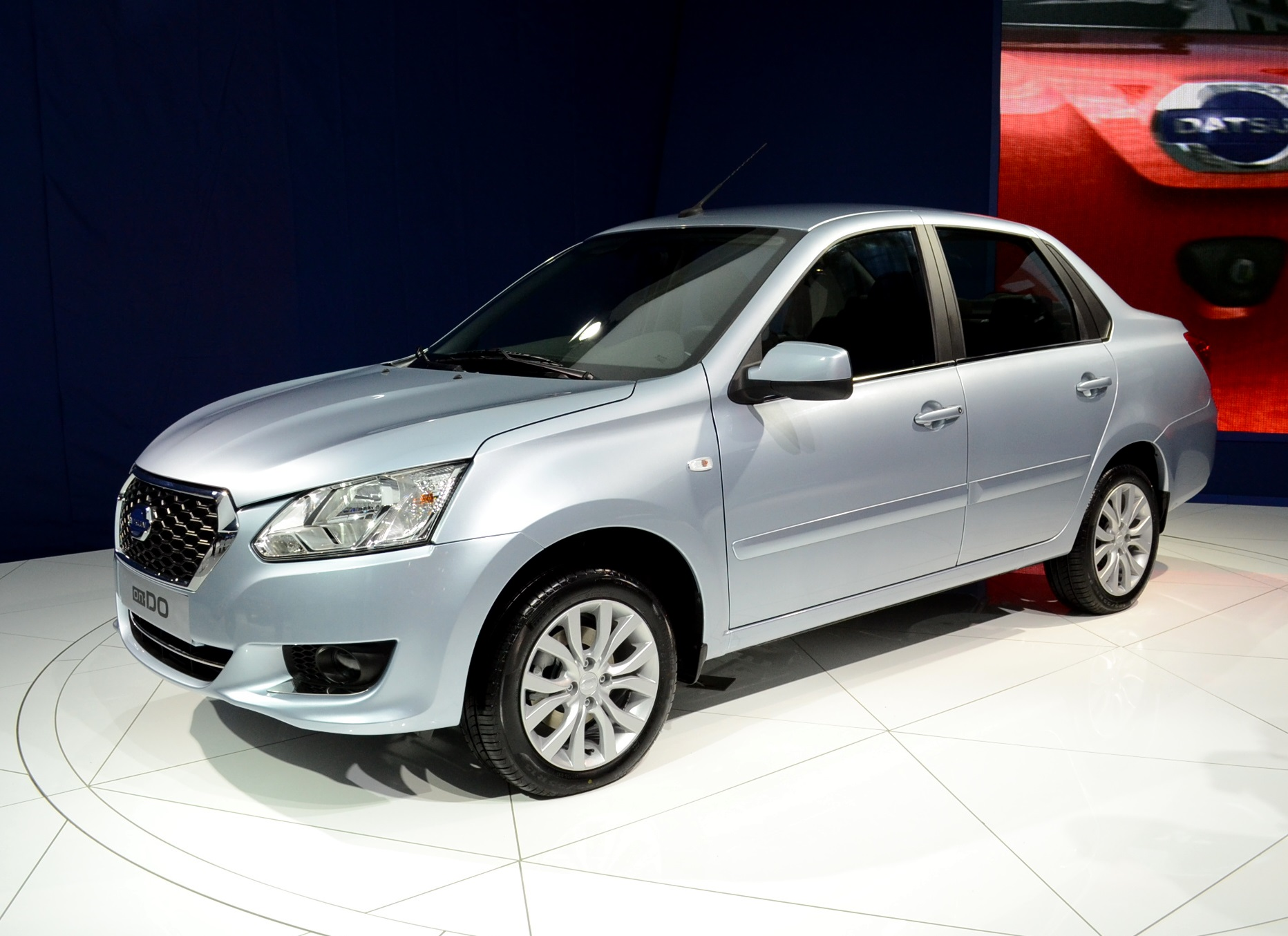
Datsun on-Do
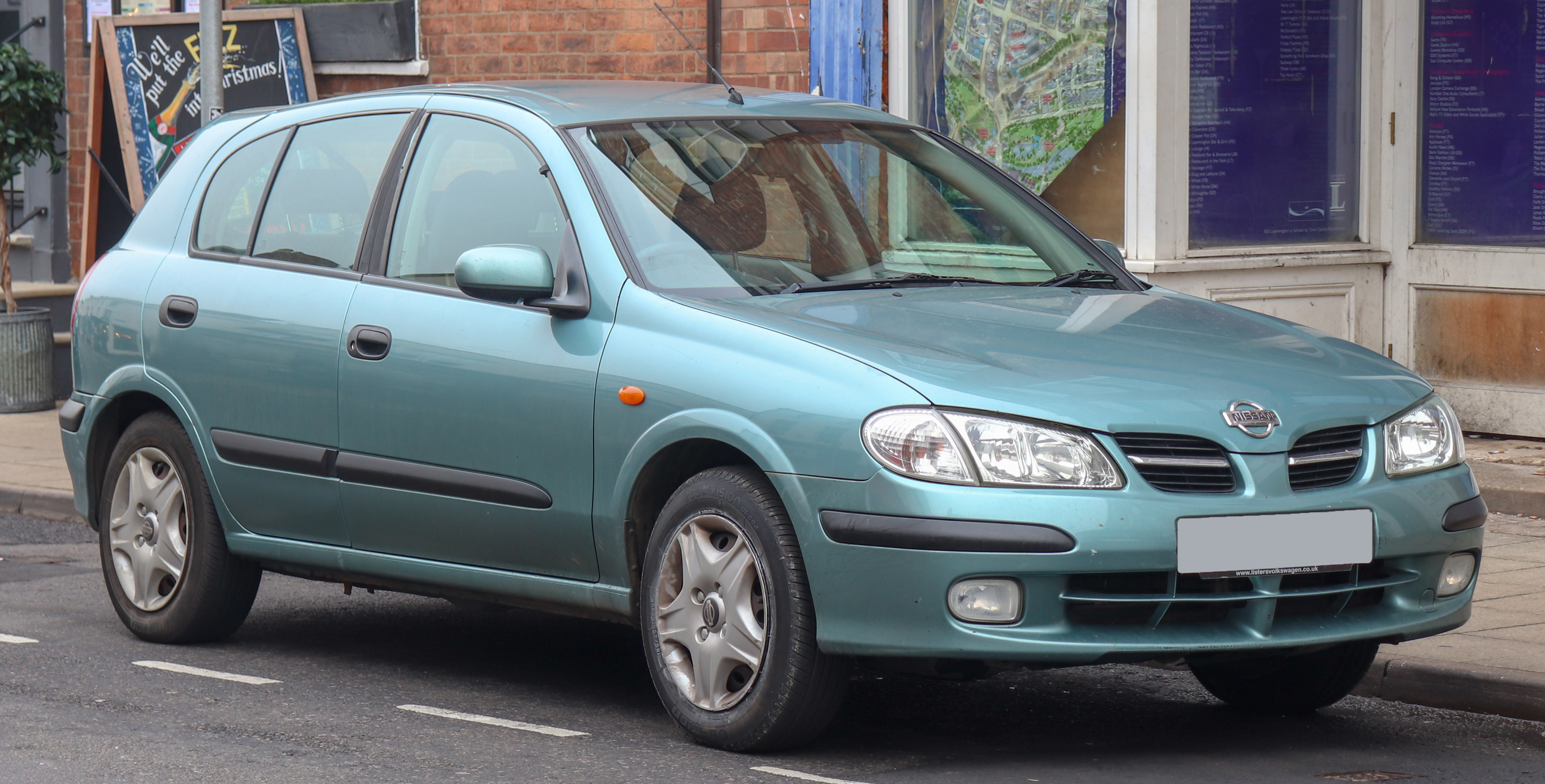
Nissan Almera

### Starší modely

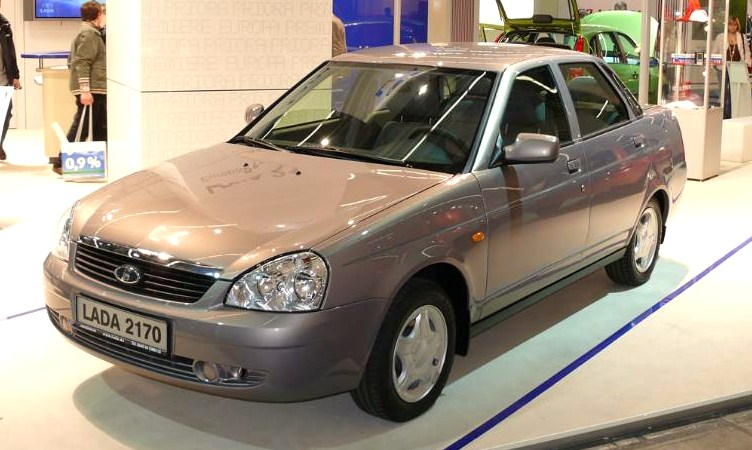
Lada Priora – kompaktní třída, 2007-2018
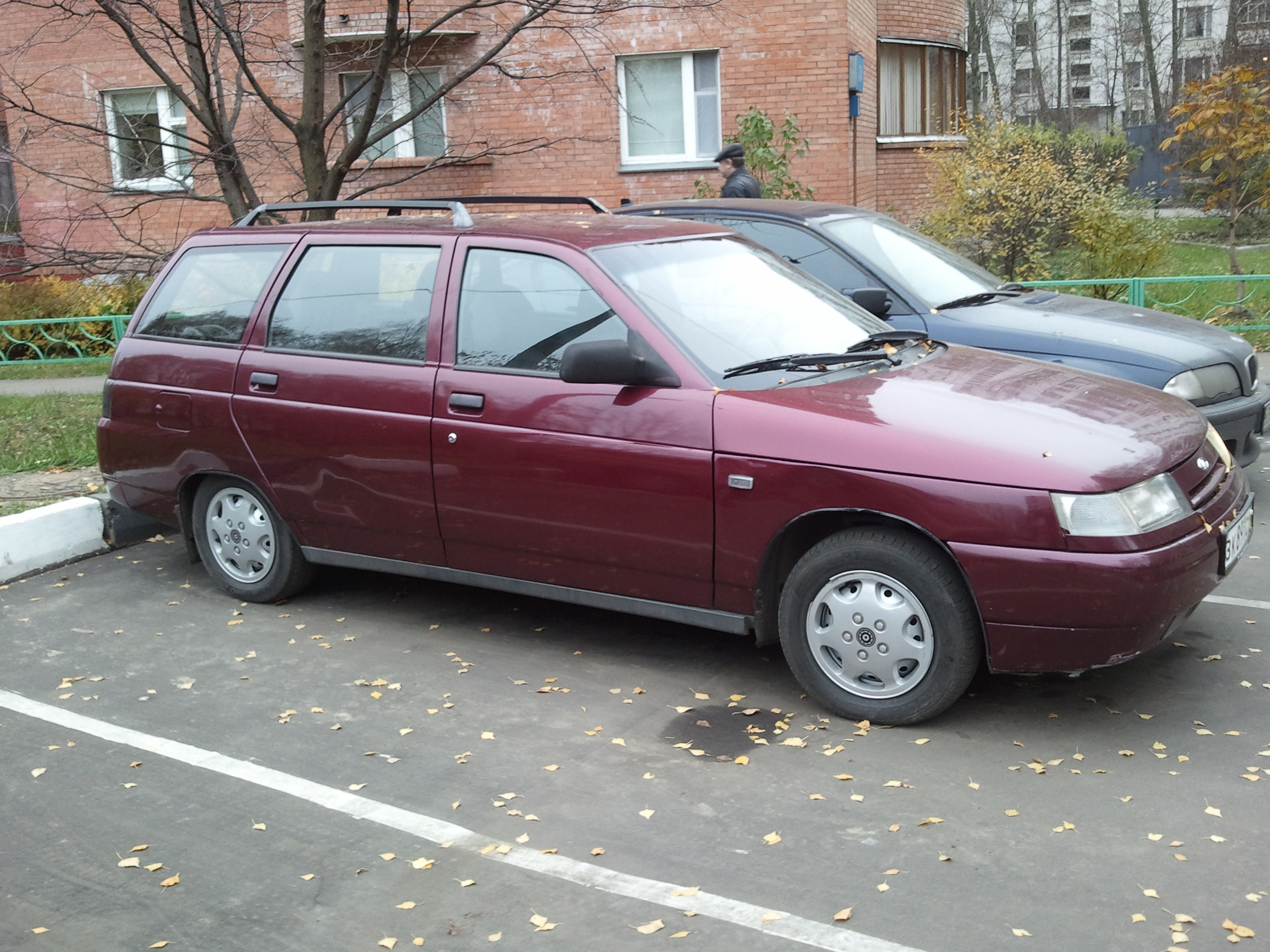
Lada 111
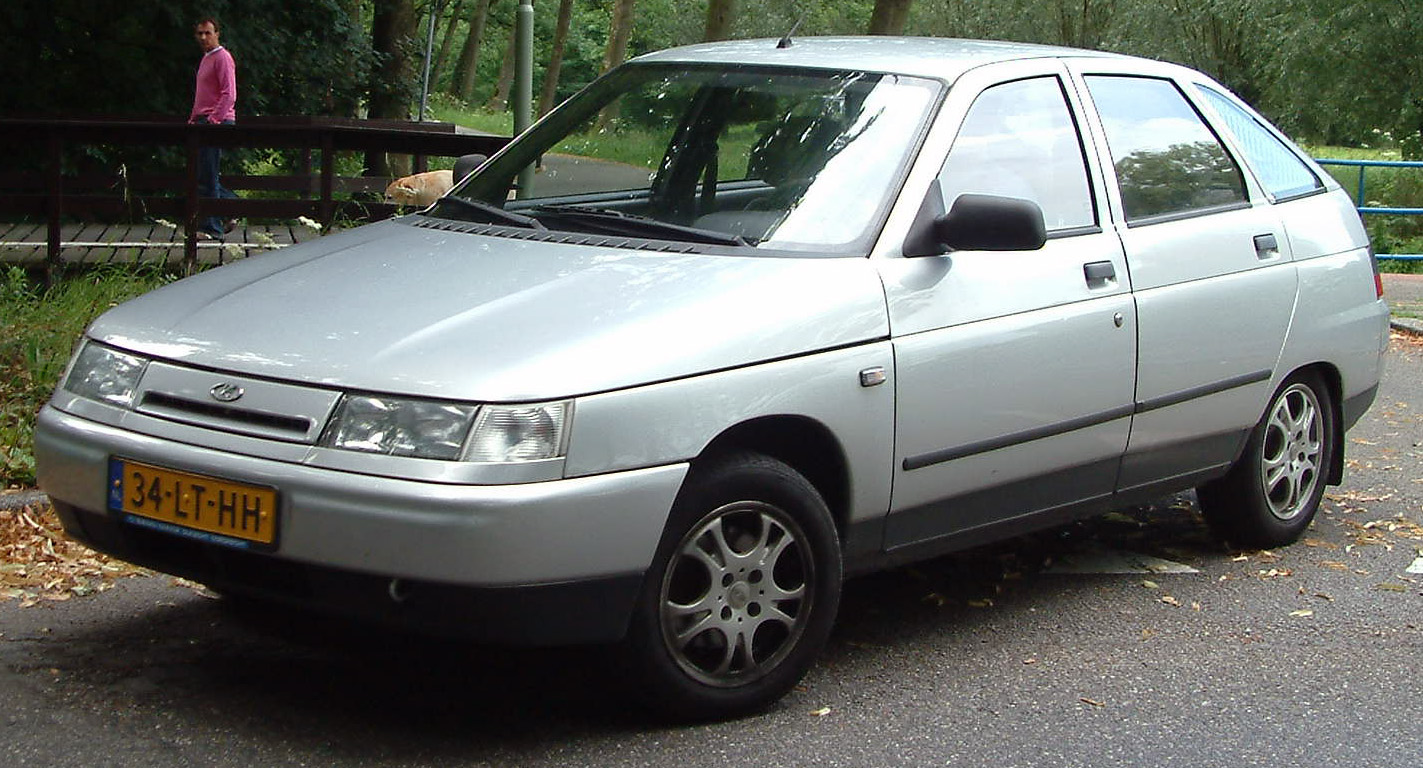
Lada 112
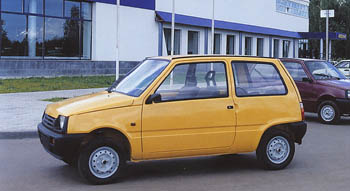
VAZ-1111 OKA
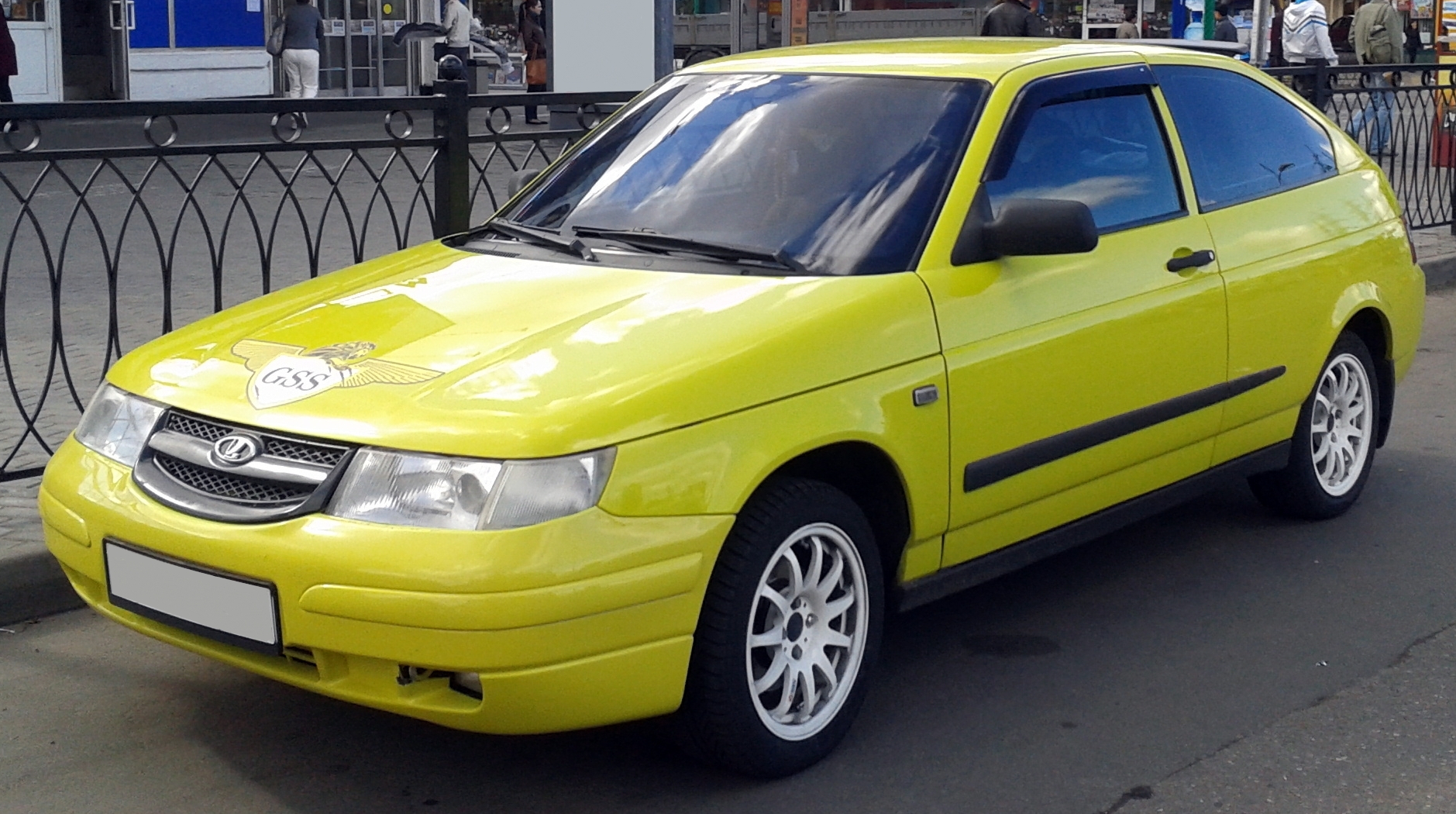
VAZ-2112
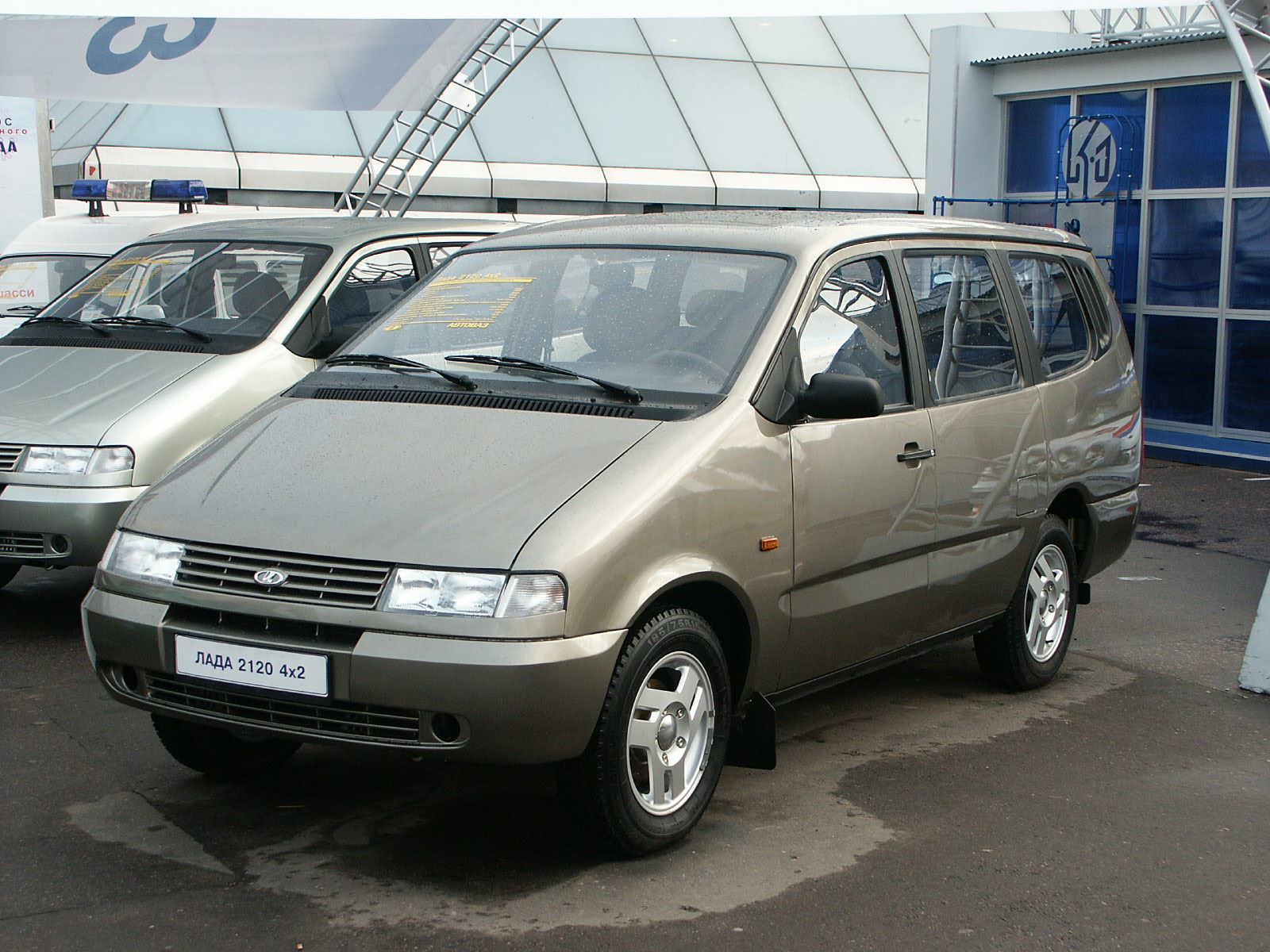
Lada Naděžda
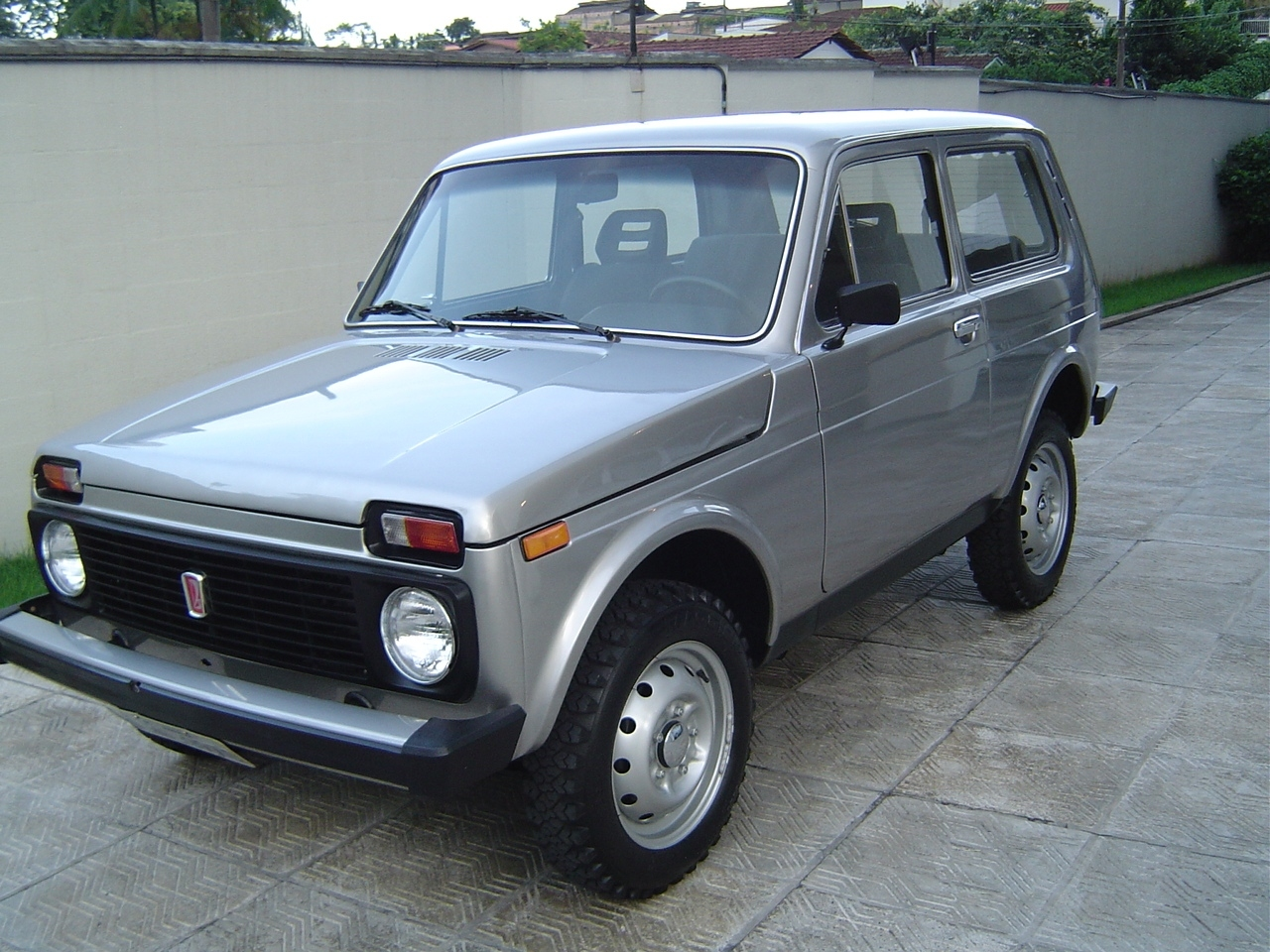
Lada Niva
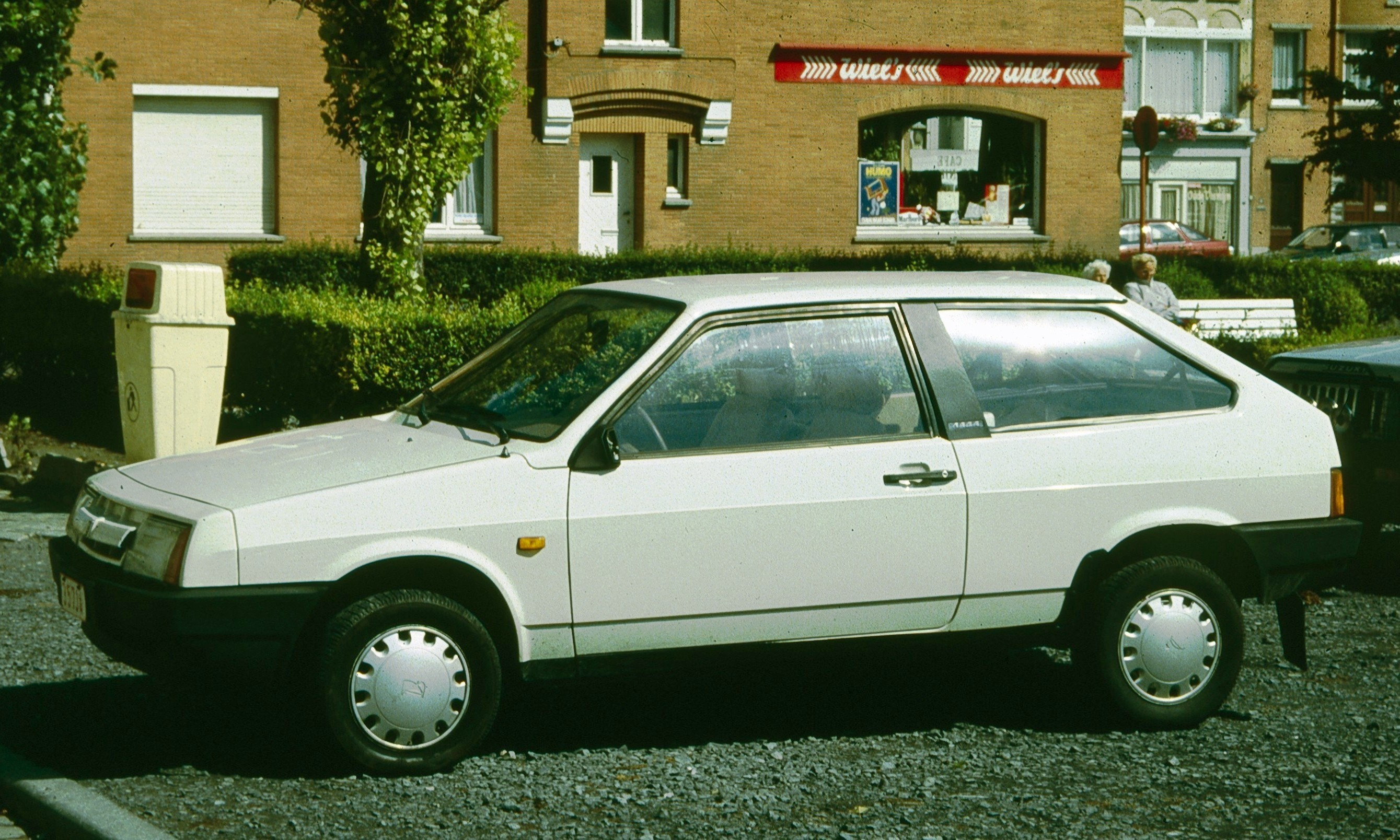
Lada Samara
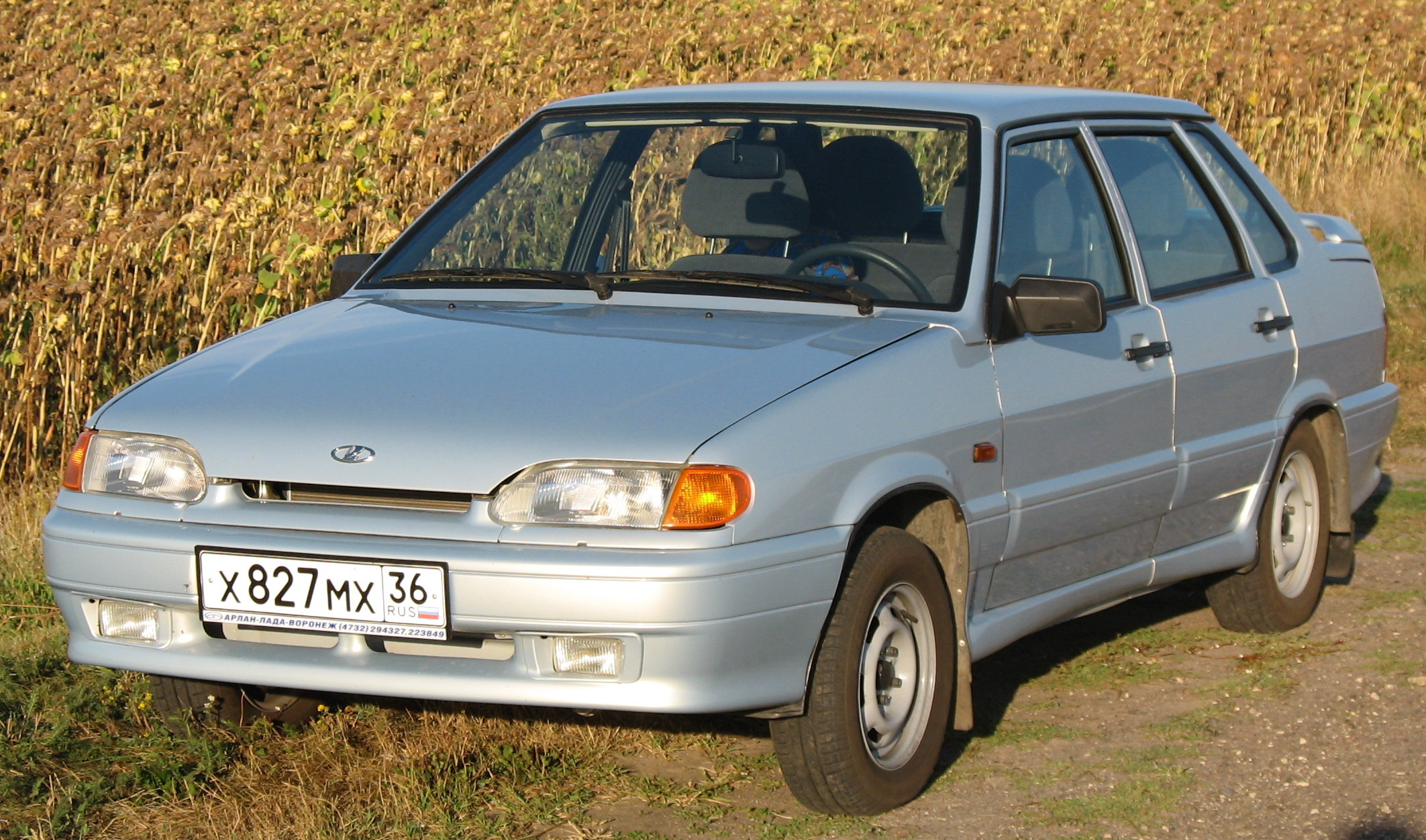
Lada Samara 2
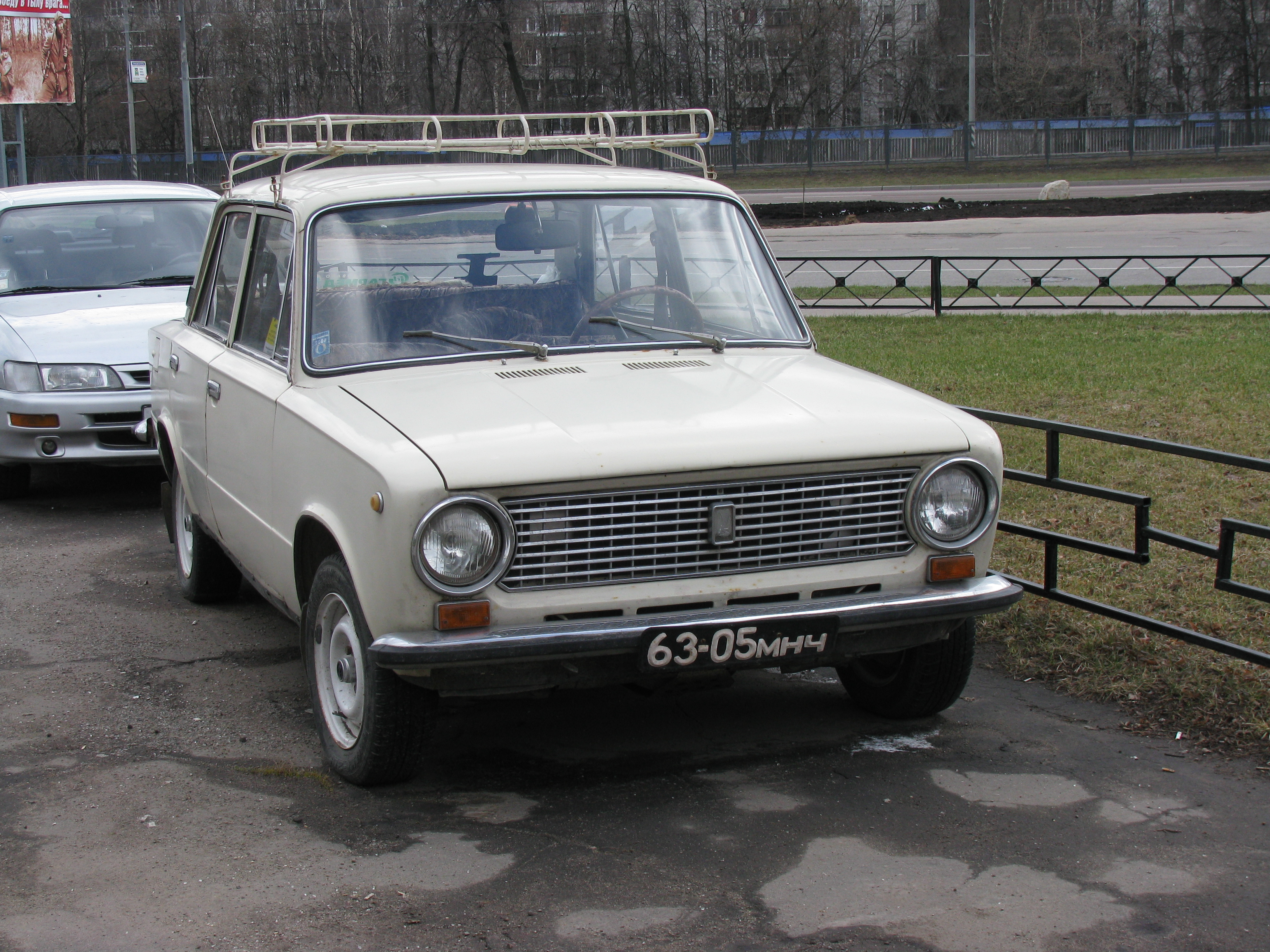
VAZ 21011 (Lada 1300)
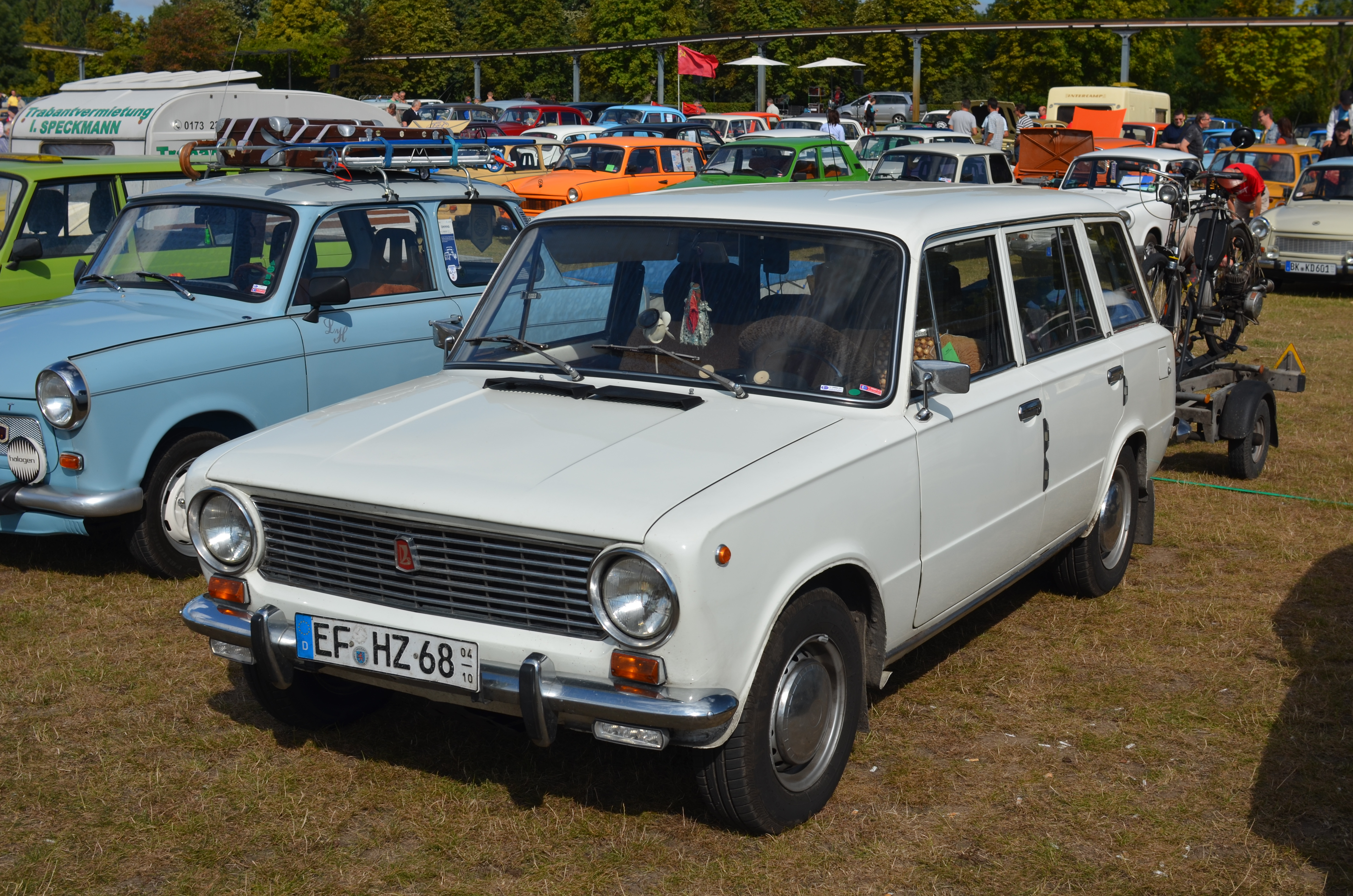
VAZ 2102 (Lada 1200 Universal)
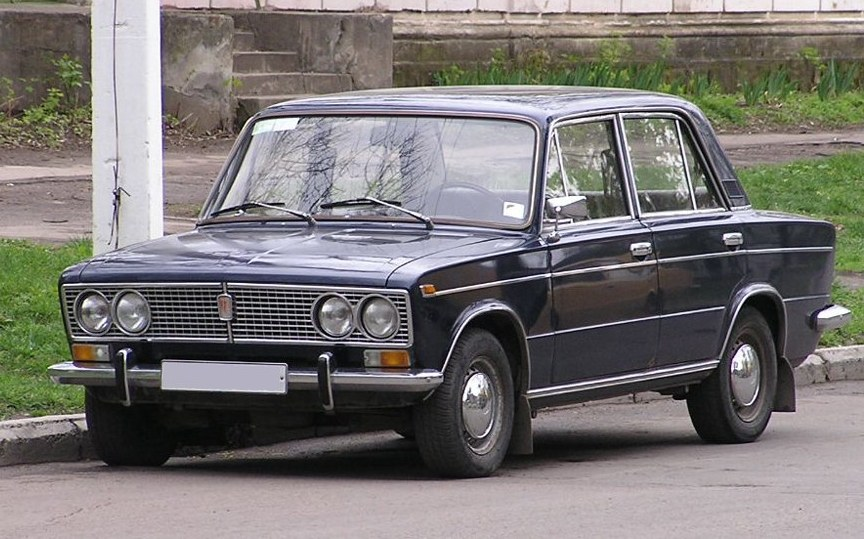
VAZ 2103
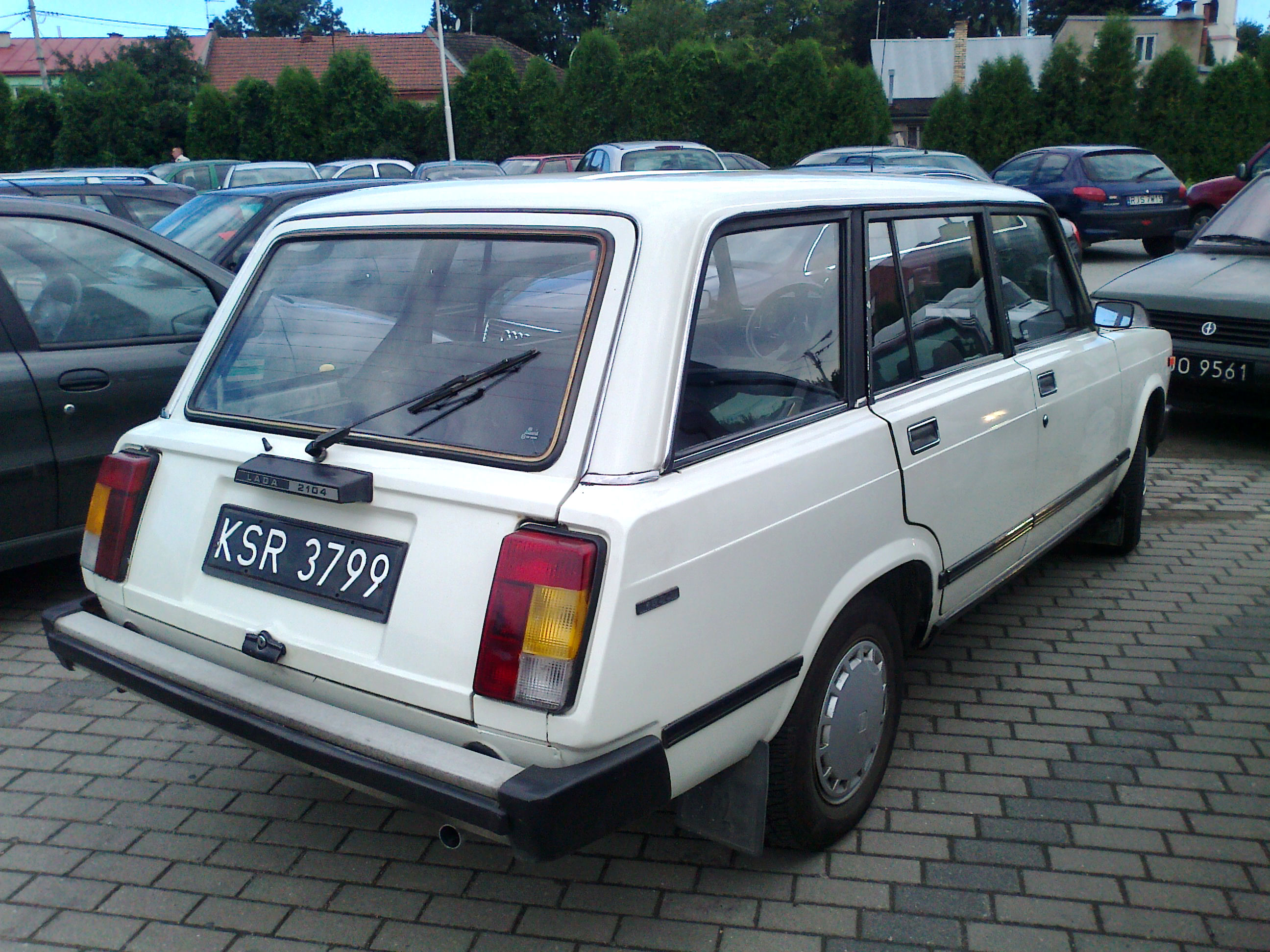
VAZ 2104
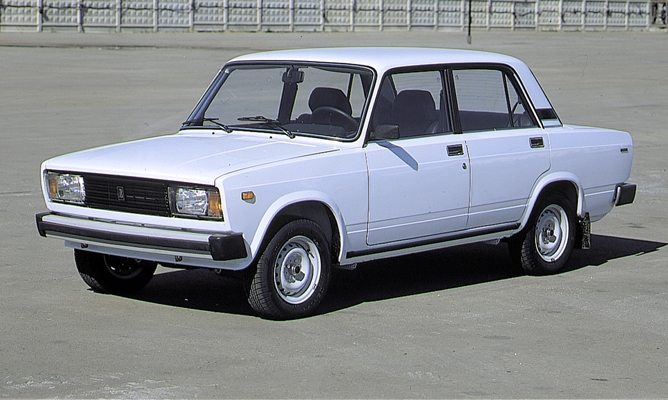
VAZ 2105
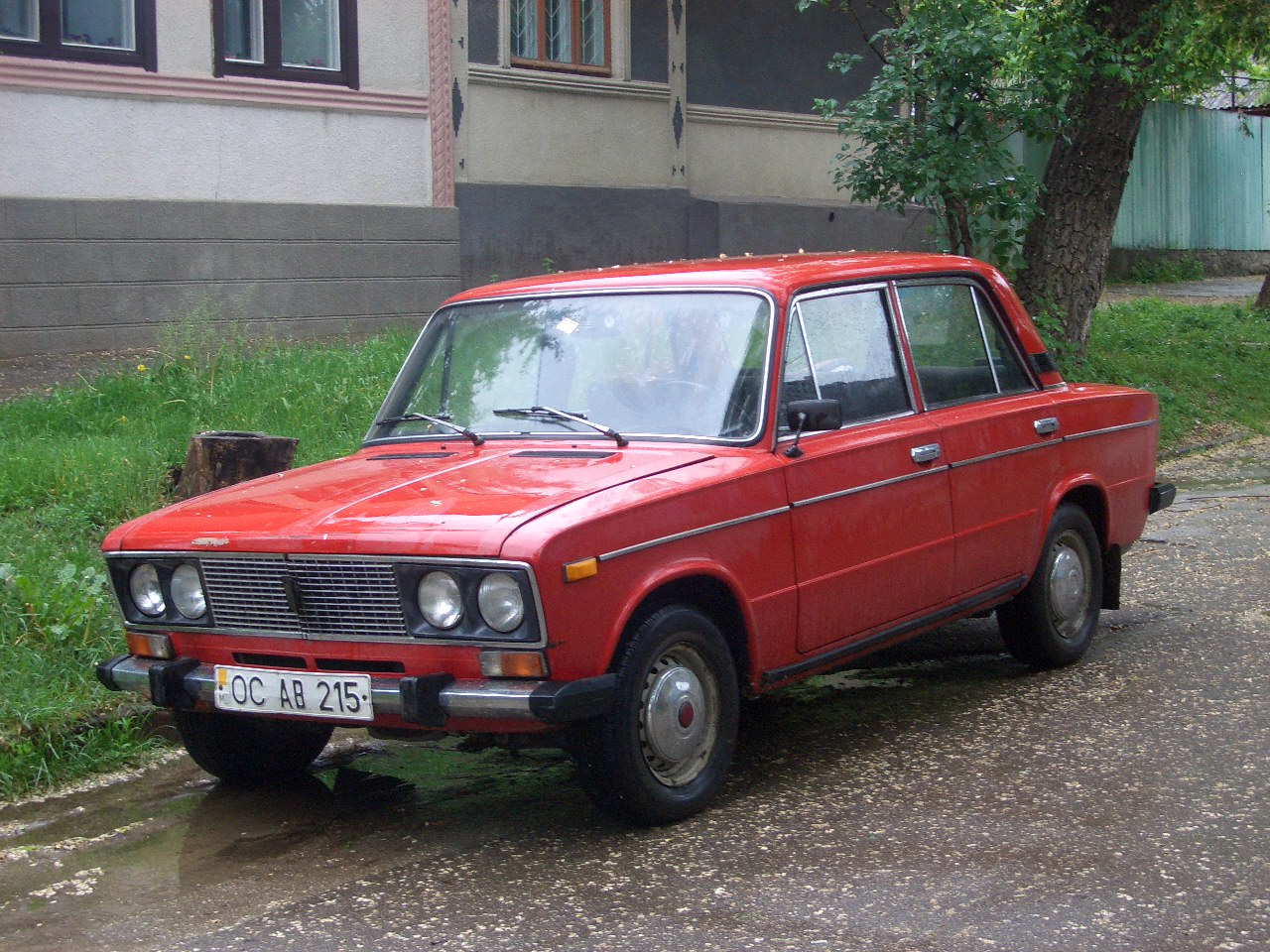
VAZ 2106
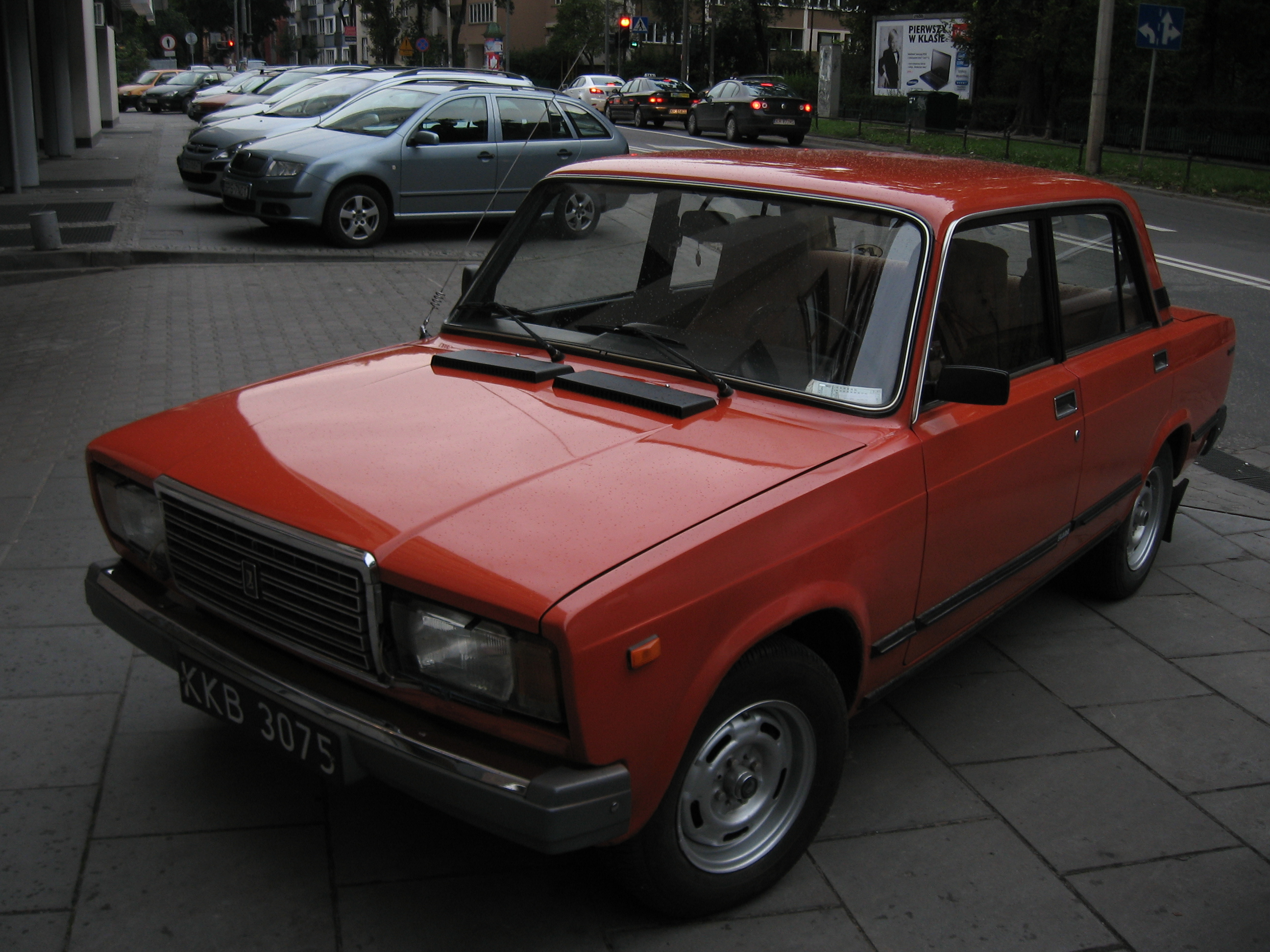
VAZ 2107

### Koncepty

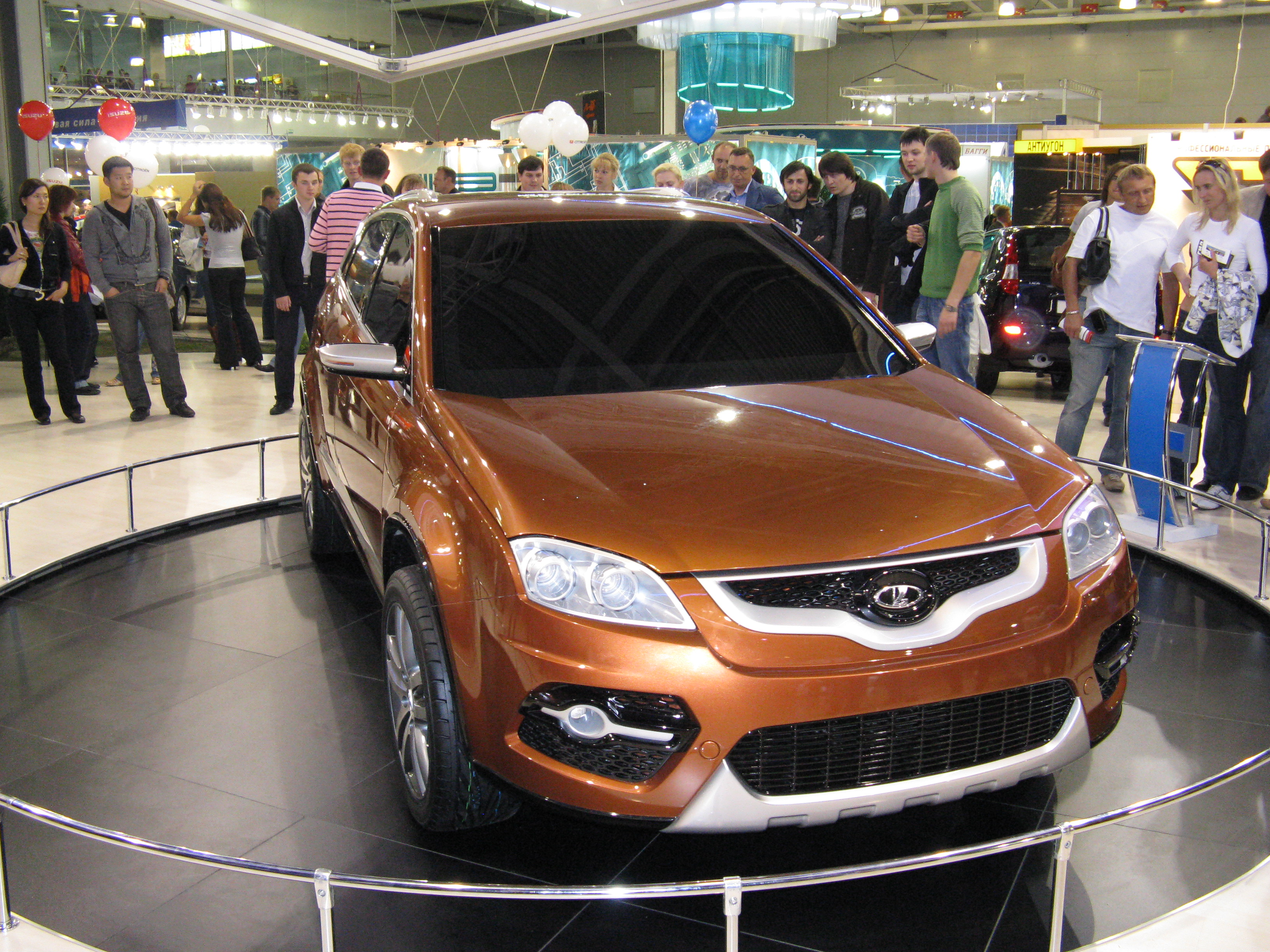
Suv Lada C-Kross
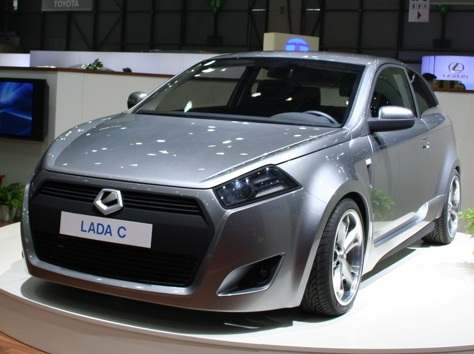
Suv Lada C Concept
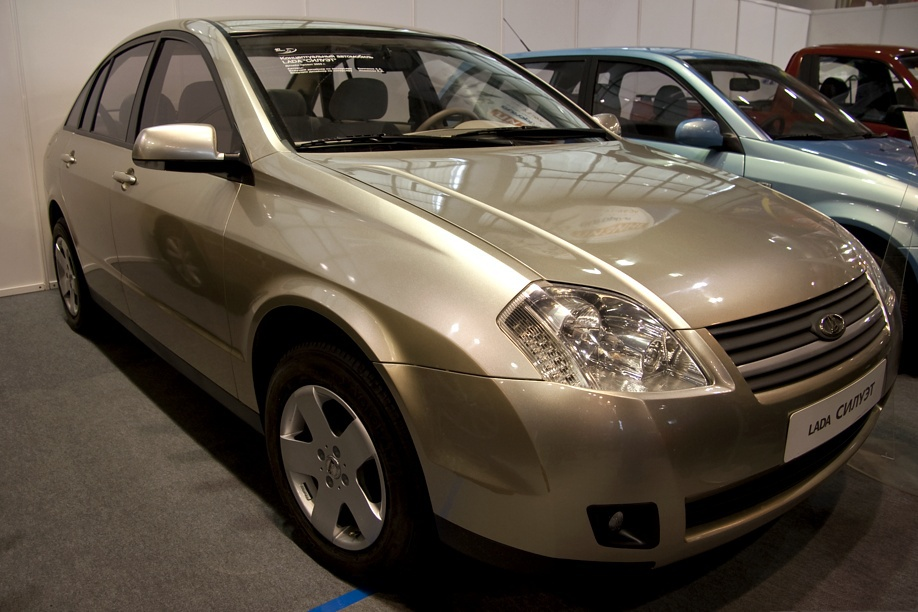
Lada Silhouette
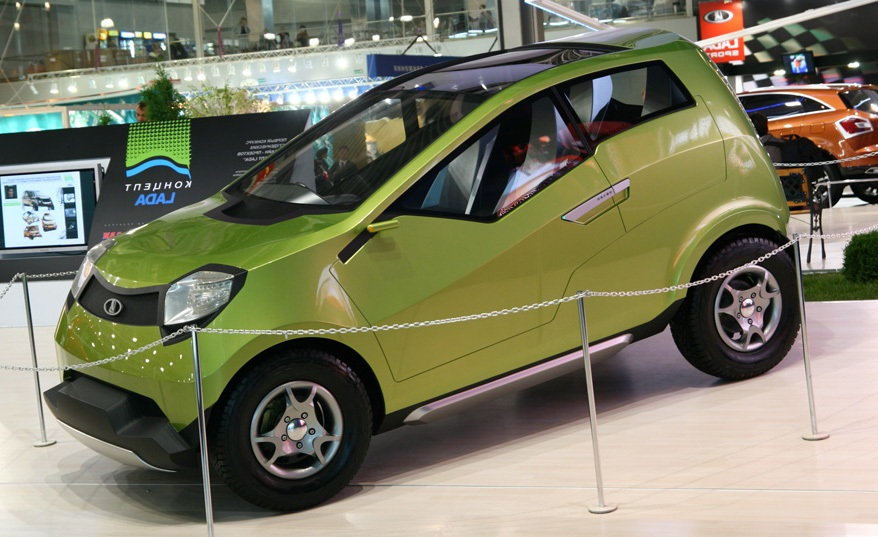
Lada Kalina 4x4
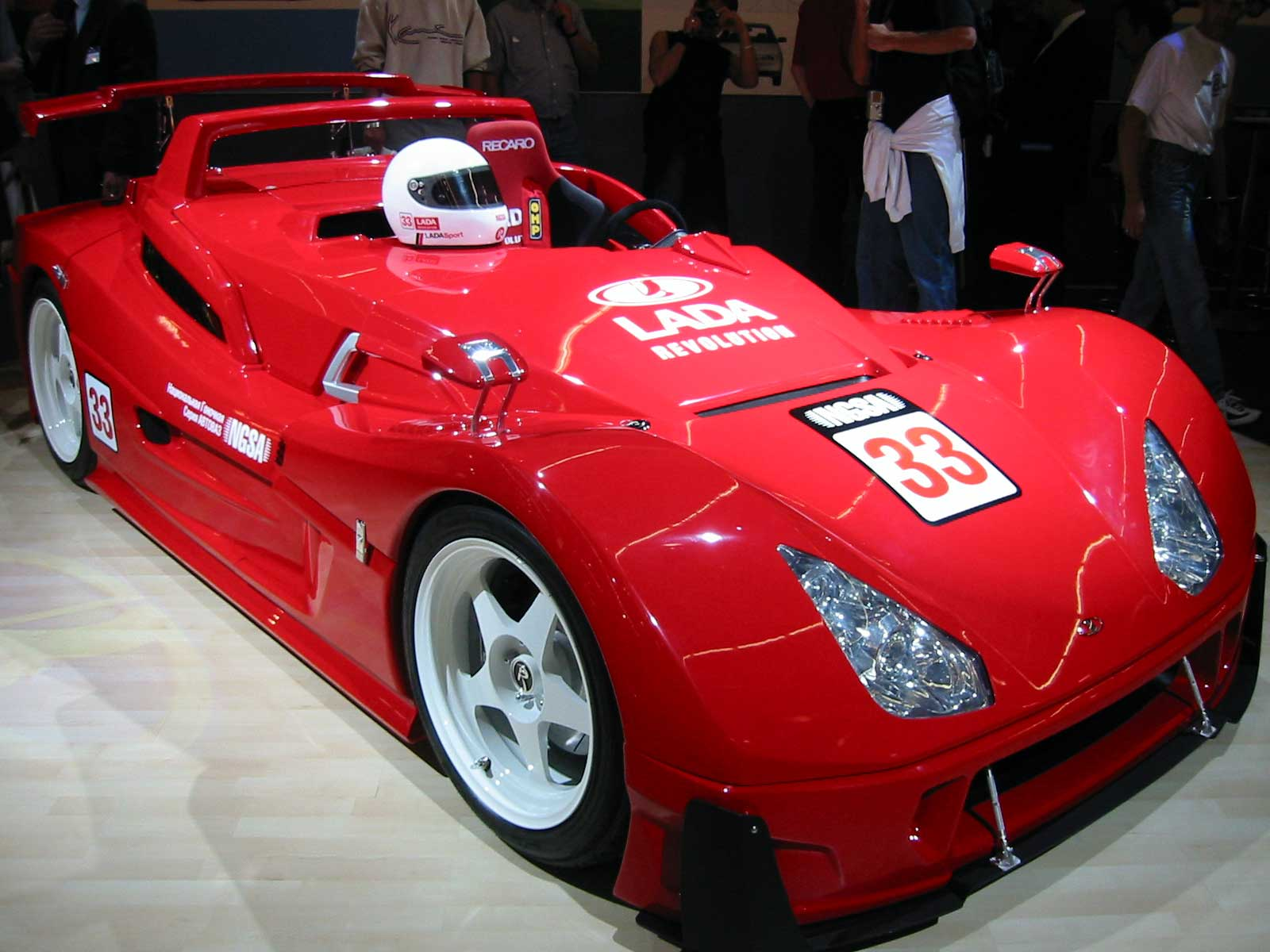
Lada Revolution
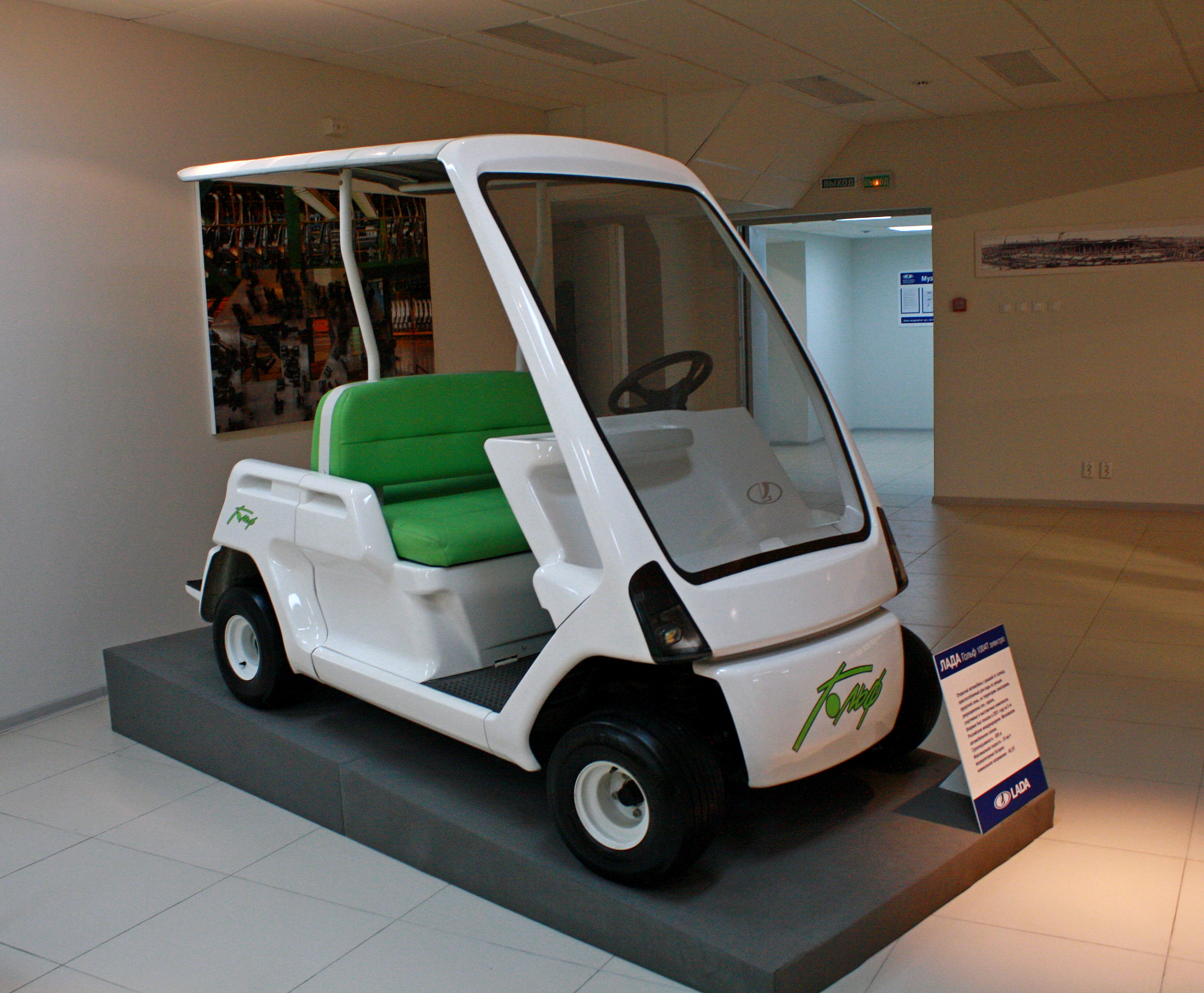
Lada Golf
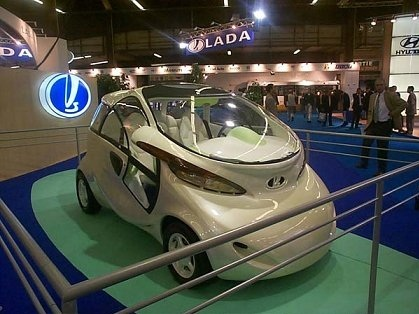
Lada Rapan